# Fuji Jidōsha

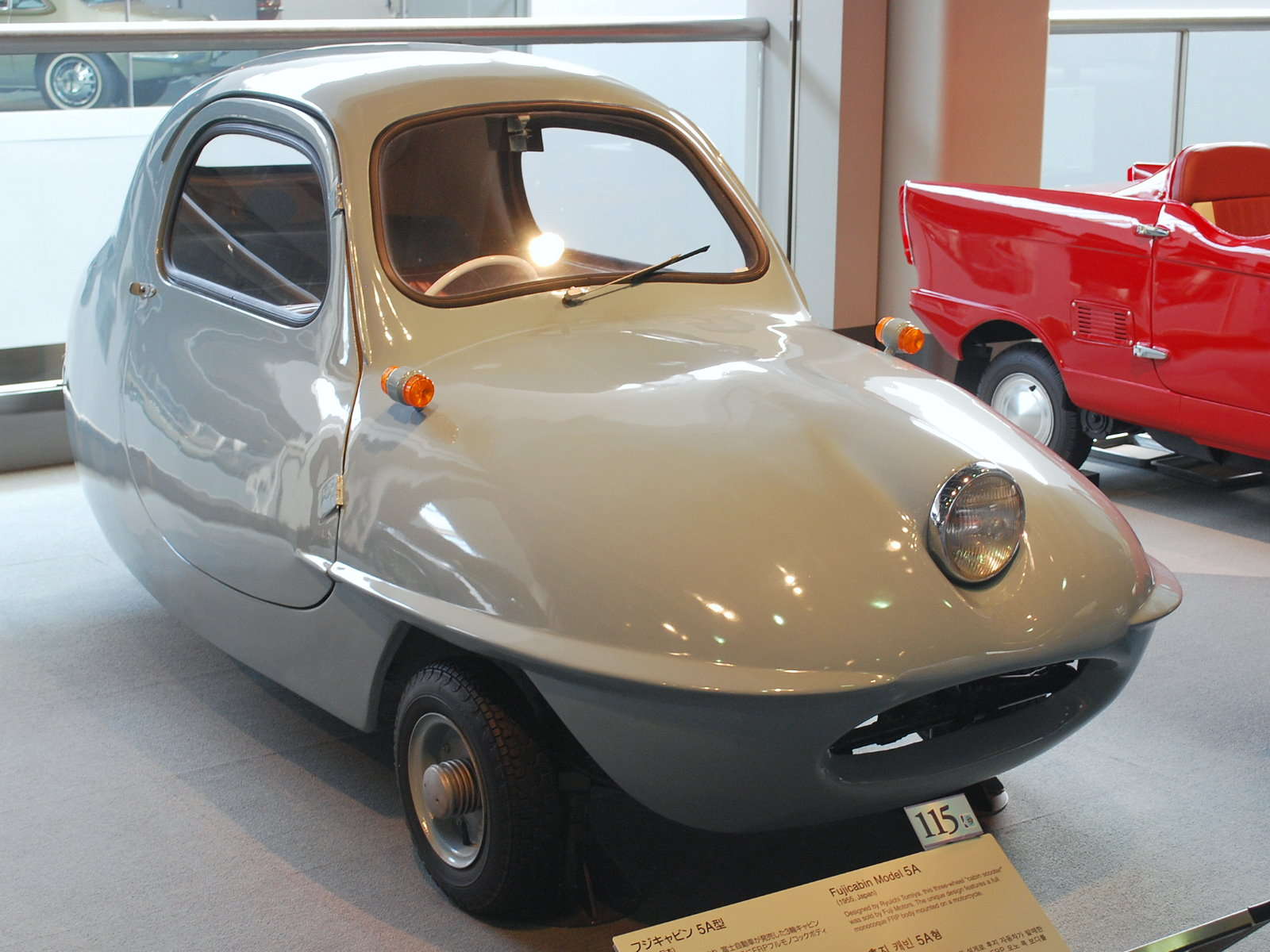
Fuji Cabin

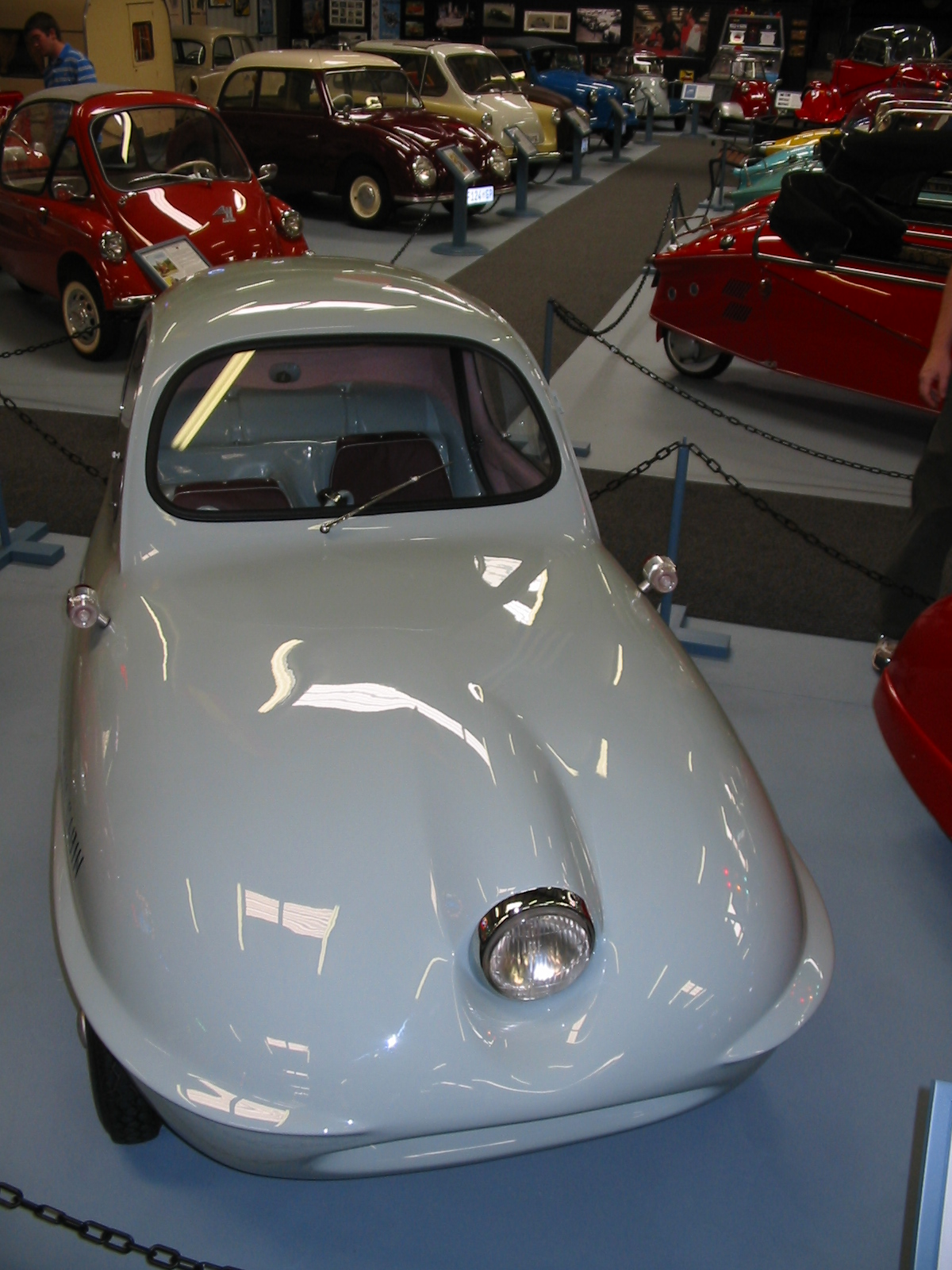
Frontansicht

Fuji Jidōsha K.K. (jap. 富士自動車株式会社, engl. Fuji Motor Corporation) war ein Hersteller von Kraftfahrzeugen aus Japan.

## Unternehmensgeschichte
Das Unternehmen Fuji Jidōsha wurde 1948 in Tokio gegründet. Die Produktion von Krafträdern begann. Die Markennamen lauteten Fuji und Gasuden. Im Mai 1955 wurde ein Personenkraftwagen präsentiert, der ein Prototyp blieb. Zwischen 1957 und 1958 entstanden auch Automobile, die als Fuji vermarktet wurden. 1961 gab es unter der Marke Gasuden (ガスデン) kleine Nutzfahrzeuge. 1968 endete die Produktion. Es bestand keine Verbindung zu Fuji Heavy Industries, die den Motorroller Fuji Rabbit herstellten.
Basierend auf der seit 1962 bestehenden Zusammenarbeit mit Komatsu stellte das Unternehmen ab 1964 Tiefbagger, ab 1965 Unkrautbeseitigungsgeräte und Rasentrimmer, sowie seitdem Land- und Forstwirtschaftsgeräte her. 1973 erfolgte die Umfirmierung in Zenoah K.K. und 1979 in Komatsu Zenoah K.K. Zum 1. Oktober 2002 wurde das Unternehmen aufgelöst und in Komatsu integriert.

## Fahrzeuge
Der Prototyp von 1955 war der  Metro 125, ein Dreirad mit einzelnem Hinterrad und Heckmotor. Sein Radstand betrug 200 cm, die Fahrzeuglänge 295 cm.
Das einzige Pkw-Serienmodell war der Fuji Cabin. Dies war ein dreirädriger Kleinstwagen, bei dem sich das einzelne Rad hinten befand. Ein luftgekühlter Einzylinder-Zweitaktmotor mit 123 cm³ Hubraum und 5,5 PS Leistung trieb das Hinterrad an. Die Höchstgeschwindigkeit betrug etwa 60 km/h. Die geschlossene Karosserie bestand aus Fiberglas und bot Platz für zwei Personen. Auffallend war der einzelne vordere Scheinwerfer. Etwa 85 Fahrzeuge entstanden.
Die Nutzfahrzeuge von 1961 hatten einen Motor mit 360 cm³ Hubraum.
Die Motorräder hatten sowohl Zwei- als auch Viertaktmotoren mit 49 cm³ Hubraum bis 250 cm³ Hubraum.